# ريكاردو مارين
ريكاردو مارين (بالإسبانية: Ricardo Marín Sánchez)‏ (18 مارس 1998 بمدينة مكسيكو في المكسيك - ) هو لاعب كرة قدم مكسيكي في مركز الهجوم. لعب مع نادي أمريكا.

## وصلات خارجية
- ريكاردو مارين على موقع قاعدة بيانات كرة القدم.إي يو (الإنجليزية)
- ريكاردو مارين على موقع Soccerway.com (الإنجليزية)
- ريكاردو مارين على موقع عالم كرة القدم.نت (الإنجليزية)
- ريكاردو مارين على موقع AS.com (الإسبانية)